# Hidroksizin
Hidroksizin (Vistaril, Ataraks) pripada prvoj generaciji antihistamina difenilmetanske i piperazinske klase. On je prvi put sintetisan 1956. i u prodaji je bio od strane kompanije Pfizer u SAD-u iste godine. On je još uvek u širokoj upotrebi.

## Hemija
Hidroksizin se može sintetisati alkilacijom 1-(4-hlorobenzohidril)piperazina sa 2-(2-hidroksietoksi)etilhloridom:

## Literatura
- Shorter, Edward (2009). Before Prozac: the troubled history of mood disorders in psychiatry. Oxford [Oxfordshire]: Oxford University Press. ISBN 978-0-19-536874-1.
- Hutcheon, D. E.; D.L. Morris; A. Scriabine (1956). „Cardiovascular action of hydroxyzine (Atarax)”. J Pharmacol Exp Ther. 118 (4): 451—460. PMID 13385806.
- Dolan, C. M. (1958). „MANAGEMENT OF EMOTIONAL DISTURBANCES—Use of Hydroxyzine (Atarax®) in General Practice”. Calif Med. 88 (6): 443—444. PMC 1512309 . PMID 13536863.
- Pfizer Labs (2004). Vistaril (hydroxyzine pamoate) Capsules and Oral Suspension. United States Food and Drug Administration.
- Anderson, Philip O.; Knoben, James E.; Troutman, William G. (2002). Handbook of Clinical Drug Data. McGraw-Hill Medical.  978-0-07-136362-4.
- de Brabander, A.; W. Deberdt (1990). „Effect of Hydroxyzine on Attention and Memory”. Human Psychopharmacology. John Wiley & Sons. 5 (4): 357—362. doi:10.1002/hup.470050408. Приступљено 9. 3. 2007.
- Clark, B. G.; M. Araki; H. W. Brown (1982). „Hydroxyzine-Associated Tardive Dyskinesia”. Ann Neurol. 11 (4): 435. PMID 7103423. doi:10.1002/ana.410110423.
- Porsolt, R. D.; P. Martin;  . (1989). „Prevention of "Learned Helplessness" in the Rat by Hydroxyzine”. Drug Dev. Res. 17 (3): 227—236. doi:10.1002/ddr.430170306.
- Alford, C.; N. Rombautt;  . (1992). „Acute Effects of Hydroxyzine on Nocturnal Sleep and Sleep Tendency the Following Day: a C-EEG Study”. Human Psychopharmacology. 7 (1): 25—35. doi:10.1002/hup.470070104.
- RxList;  . (2004). „Atarax Indications, Dosage, Storage, Stability”. RxList - The internet drug index. Архивирано из оригинала 27. 2. 2007. г. Приступљено 9. 3. 2007.
- Medscape (2004). „Vistaril Oral: Monograph - Hydroxyzine Hydrochloride, Hydroxyzine Pamoate”. medscape.com. Приступљено 9. 3. 2007.

## Spoljašnje veze
- U.S. National Library of Medicine: Drug Information Portal - Hydroxyzine

|  | Molimo Vas, obratite pažnju na važno upozorenje u vezi sa temama iz oblasti medicine (zdravlja). |